# Katastrofa budowlana w Palmie
Katastrofa budowlana w Palmie – katastrofa budowlana w mieście Palma w kurorcie Playa de Palma na Majorce w Hiszpanii spowodowana zawaleniem się podłogi w klubie Medusa Beach Club w wyniku którego przebywający w niej osoby wpadły do piwnicy. W katastrofie zginęły cztery osoby. Większość osób poszkodowanych stanowili turyści i obcokrajowcy.

## Budynek
Klub Medusa Beach Club znajdował się w budynku wybudowanym w 1955 roku zarejestrowanym jako restauracja, która rozpoczęła działalność 20 listopada 2002 roku należąca do spółki Tex Mex Cactus SL z siedzibą na ulicy Cartago 34. Maksymalna pojemność restauracji wynosiła 63 osoby. W 2021 roku w budynku otwarto klub Medusa Beach Club. Właścicielem Medusa Beach Club był austriacki biznesmen Christian Arnsteiner. Pod koniec 2023 roku budynek przeszedł remont dachu. 

## Przebieg zdarzeń
Wieczorem o godzinie 20:30 doszło do zawalenia się podłogi na pierwszym piętrze, która następnie zapadła się do piwnicy budynku zabierając ze sobą znajdujących się w budynku ludzi. Strażacy kontynuowali akcję ratunkową przez całą noc zabezpieczając budynek oraz przegrzebując piwnice w poszukiwaniu ofiar.

## Śledztwo
W toku śledztwa wykazano szereg nieprawidłowości ze strony właściciela budynku w którym znajdował się klub. Christian Arnsteiner będący właścicielem klubu nie posiadał licencji na prowadzenie działalności gospodarczej ani pozwolenia na użytkownie budynku. Nieprawidłowości dotyczące nieruchomości w której znajdował się klub sięgają już 2013 roku dotyczące nieprawidłowej zmiany przeznaczenia budynku.
W chwili katastrofy konstrukcja była przeciążona w wyniku czego doszło do zawalenia się piętra.
Rada miasta potwierdziła, że podczas kontroli w 2023 roku hiszpański inspektorat budowlany Inspección Técnica de Edificios ocenił stan techniczny budynku negatywnie.
W czerwcu 2024 roku Christian Arnsteiner został aresztowany za spowodowanie nieumyślnego zabójstwa czterech osób i sześciu ciężkich uszczerbków na zdrowiu. Po powołaniu się na prawo odmowy został zwolniony za kaucją z zastosowaniem środków ostrożności polegających na co miesięcznym stawianiu się przed sądem i unieważnieniem paszportu oraz zakazu opuszczania kraju. Sprawę prowadzi sąd śledczy nr 9 w Palmie.

## Ofiary
| Przynależność państwowa | Liczba ofiar |
| ----------------------- | ------------ |
| Niemcy                  | 2            |
| Hiszpania               | 1            |
| Senegal                 | 1            |
| Razem                   | 4            |

Wśród ofiar, które poniosły śmierć w katastrofie była 23 letnia kelnerka pochodzenia senegalskiego urodzona w Nawarrze zamieszkała na Majorce, 44 letni ochroniarz klubu pochodzący z Senegalu odznaczony orderem w grudniu 2017 roku za uratowanie tonącego mężczyzny, oraz dwie turystki z Niemiec w wieku 20 i 30 lat. Wśród rannych osób byli obywatele Hiszpanii, Holandii i Niemiec.

## Żałoba
W Palmie ogłoszono trzydniową żałobę. Premier Hiszpanii Pedro Sanchez złożył kondolencje rodzinom ofiar podkreślając śledzenie sprawy z katastrofą na bieżąco będąc w gotowości udzielenia niezbędnej pomocy. Kondolencje zostały złożone przez prezydent Balearów Margę Prohens.